# Кодування символів
Набі́р си́мволів, кодува́ння си́мволів, табли́ця си́мволів (англ. character set, character encoding) — певна таблиця кодування скінченної множини символів. Така таблиця зіставляє кожному символу послідовність довжиною в один або більше байт.
Нерідко замість терміна набір символів неправильно вживають термін кодова сторінка, що означає насправді окремий випадок набору символів з однобайтовим кодуванням. Термін кодування (в комп'ютерному контексті) є синонімом терміна «набір символів».
Зараз в основному використовуються кодування двох типів: сумісні з ASCII і сумісні з EBCDIC. Переважна більшість кодувань, в тому числі UTF-8 Юнікода, — сумісні з ASCII. Кодування на базі EBCDIC (наприклад, ЄС ЕОМ ДКОІ-8) використовуються тільки на деяких мейнфреймах.
Спочатку в кожній операційній системі використовувався один набір символів. Тепер використовувані набори символів стандартизовані та залежать від типу операційної системи лише за традицією й установлюються відповідно до локалі.
У Вікіпедії й інших проєктах фонду Вікімедія використовується Юнікод (UTF-8).